# Angelika Volle
Angelika Elisabeth Charlotte Volle (* 1949) ist eine deutsche Politikwissenschaftlerin und Publizistin. Sie war von 1993 bis 2003 Chefredakteurin der Fachzeitschrift Europa-Archiv / Internationale Politik.

## Leben
Volle wurde 1949 als Tochter von Hermann Volle, der gemeinsam mit Wilhelm Cornides das Europa-Archiv begründet hatte und von 1949 bis 1986 deren Chefredakteur war. Nach dem Abitur am Amos-Comenius-Gymnasium in Bad Godesberg studierte sie Politische Wissenschaft, Geschichte, Anglistik und Russisch an der Rheinischen Friedrich-Wilhelms-Universität Bonn und der Ludwig-Maximilians-Universität München. 1976 wurde sie bei Hans-Adolf Jacobsen an der Philosophischen Fakultät der Universität Bonn mit der Dissertation Deutsch-britische Beziehungen. Eine Untersuchung des bilateralen Verhältnisses auf der staatlichen und nichtstaatlichen Ebene seit dem Zweiten Weltkrieg zum Dr. phil. promoviert.
Danach war sie Research Assistant am Royal Institute of International Affairs in London. Von 1978 bis 1989 war sie Referentin beim Verbindungsbüro der Europäischen Gemeinschaft (EG) in Bonn. Von 1979 bis 1996 war sie zudem Generalsekretärin und Schatzmeisterin der Deutschen Gruppe der Trilateralen Kommission. Von 1986 bis 1989 hatte sie außerdem einen Lehrauftrag im Bereich Europäisch Politik und Wirtschaft an der Universität zu Köln inne.
Mehr als 25 Jahre war sie für die Deutsche Gesellschaft für Auswärtige Politik (DGAP) tätig, so wirkte sie von 1993 bis 2003 als Chefredakteurin der Fachzeitschrift Europa-Archiv (ab 1995 Internationale Politik).

## Schriften (Auswahl)
- Aus- und Fortbildung für internationale Tätigkeiten in der Bundesrepublik Deutschland. Eine Bestandsaufnahme im internationalen Vergleich (= Schriften des Forschungsinstituts der Deutschen Gesellschaft für Auswärtige Politik). Europa-Union-Verlag, Bonn 1980, ISBN 3-7713-0138-6.
- Deutsch-britische Beziehungen. Geschichte und Gegenwart (= Politik – kurz und aktuell. 43). Landeszentrale für politische Bildungsarbeit Berlin, Berlin 1985.
- Grossbritannien und der europäische Einigungsprozess (= Arbeitspapiere zur internationalen Politik. 51). Europa-Union-Verlag, Bonn 1989, ISBN 3-7713-0351-6.
- mit Wolfgang Wagner (Hrsg.): Der Krieg auf dem Balkan. Die Hilflosigkeit der Staatenwelt. Beiträge und Dokumente aus dem Europa-Archiv. Verlag für Internationale Politik, Bonn 1994, ISBN 3-921011-02-7.
- mit Werner Weidenfeld (Hrsg.): Wegmarken eines halben Jahrhunderts. Beiträge zur Weltpolitik. Fünfzig Jahre internationale Politik im Spiegel der Zeitschrift der Deutschen Gesellschaft für Auswärtige Politik. Verlag für Internationale Politik, Bonn 1996, ISBN 3-921011-03-5.
- mit Werner Weidenfeld (Hrsg.): Frieden im Nahen Osten?. Chancen, Gefahren, Perspektiven. Beiträge und Dokumente aus Europa-Archiv und Internationale Politik. Verlag für Internationale Politik, Bonn 1997, ISBN 3-921011-04-3.
- mit Werner Weidenfeld (Hrsg.): Europa hat Zukunft. Der Weg ins 21. Jahrhundert. Beiträge und Dokumente aus Internationale Politik. Verlag für Internationale Politik, Bonn 1998, ISBN 3-921011-05-1.
- mit Werner Weidenfeld (Hrsg.): Krisen – Kriege – Konflikte. Die Weltgemeinschaft vor neuen Gefahren. Beiträge aus Internationale Politik. Verlag für Internationale Politik, Bonn 1999, ISBN 3-921011-06-X.
- mit Werner Weidenfeld (Hrsg.): Europäische Sicherheitspolitik in der Bewährung. Beiträge und Dokumente aus Europa-Archiv und Internationale Politik (1990–2000). Bertelsmann, Bielefeld 2000, ISBN 3-7639-0184-1.
- mit Werner Weidenfeld (Hrsg.): Der Balkan zwischen Krise und Stabilität. Beiträge und Dokumente aus Internationale Politik. Bertelsmann, Bielefeld 2002, ISBN 3-7639-3031-0.

## Sonstiges
In der Festschrift zum fünfzigjährigen Bestehen ihrer ehemaligen Schule ist eine Strafarbeit Angelika Volles von 1963 abgedruckt.